# 蓋爾的魔法妖精
《蓋爾的魔法妖精》（ピクシーゲイル、pixy gale）是日本漫畫家宮下未紀的日本漫畫作品。於富士見書房雜誌「月刊Dragon Age」中於2005年7月號開始連載。再者，在2005年10月號〜2006年8月號期間休載，而在2006年9月號繼續連載，最後至2007年3月號刊登第13話後休載。就這樣於2007年9月號宣告了「根據以上情況無期休載」。

## 劇情簡介
故事講述一名從出生開始就患有嚴重心臟病的少女・莉卡諾。但是後來出現了一名器官捐贈者，並提供心臟 ，因此莉卡諾後來接受移植手術。而其捐贈者為「魔法使」及著名神父「蓋爾」。
在出院後被一名想奪得其心臟的少女・伊蓮襲擊。而在最危急的時候被蓋爾的弟子—少女・雷震所救。其後莉卡諾被雷震對蓋爾思念所打動，就開始與雷震一起並行動。莉卡諾對移植在自己的心臟背後所含的意味及蓋爾本人的事全不知情，而雷震亦因如此被莉卡諾吸引著。但就雷震是因自己擁有蓋爾的心臟而引發愛情，還是對自己自身抱有感覺，這令莉卡諾不知所措。
在移植了魔法使・蓋爾的心臟後能成為他的「魔法妖精」。但除心臟給了莉卡諾外，其他的部分還被移植到直他人身上，這令蓋爾的遺願被違反。如果在蓋爾的心臟魔力在到達盡頭之前不打到其他的移植者，該心臟不久後就會糟朽，亦會令莉卡諾死亡。而知道這個事實的雷震，正全力追尋所有非法移植者。

## 登場人物
- 斜體為非台灣角川的官方譯名。

### 主要人物
渡會 莉卡諾 （渡會 りかの、わたらい りかの）
- 職業：魔法使・神父（異端調查課・第16分室所屬）
- 年齢：15歲
- 髮型：金色的短髪而右邊有一束較長，平常的時候用圍巾般大的紅色緞帶束著頭髮（穿便服及扉繒時使用特別的絲帶束著）
- 瞳色：金接近茶色
- 服裝：穿著附有十字架且設計成白系的神父服，便服則為連衣迷你裙。而在扉繪等時亦會穿特殊的服裝，另一方面經常穿著黑色的膝上襪。亦有穿過修女服及女僕服。
- 杖：白銀色十字架形
- 祈禱念珠：銀色箱形。該祈禱念珠和金色「鑰匙」一樣是由蓋爾所交託，而經常佩帶的是雷震為慶祝自己出院時所贈的金色翼形飾物。（除祈禱念珠以外全放在衣服之中）

主角。在出生以來就患有嚴重心臟病，並且被認為活不過16歲。其人生觀已經看得很透澈。個子小且貧乳。在胸口中央有因心臟移植留下縱向的大型傷痕。隨著故事進行，對其不斷向前、魯莽、天然呆的描寫亦有所增多。
在某設施長大後，長期住在聖瑪莉安奴醫院第7大樓中，因對生存的執着，為離開醫院而在不清楚條件下同意進行心臟移植。出院後成為捐贈者蓋爾的繼承者成為神父。另外，不僅地位、財產、居所、杖等持有物外，連同住的女僕愛莉絲及弟子雷震本人亦包括在內，即為繼承蓋爾的「所有物」。曾與生前的蓋爾有一面之緣，但該部分記後來被憶被蓋爾本人消除。
在出生開始並不是魔法使，但移植了蓋爾的心臟後變成魔法使。亦由於自己戰鬥能力與魔法皆無，因此被伊蓮奪去在自己身邊，由蓋爾遺留下作紀念的杖，而伊蓮亦只使用過折斷的杖打碎過玻璃窗。（但是，其他的人是使用不了的，而且折斷的杖亦是發動不了任何魔法）
因是孤兒所以沒有朋友，亦沒有期望過任何人為自己的成長作任何施捨，且對人際關係及所有事物認識薄弱及不現實。儘管沒有達到過所尋求的事，但潛在仍對自己的生存而努力。或許是這個原因，對十分緊張自己的雷震抱有特別的執著心，亦為雷震是對自己存有愛情還是只為自己自身懷有蓋爾的心臟而相當困擾。
有懼高症。
楊 雷震（ヤン・ローレイ）
- 職業：魔法使（異端調查課・第16分室所屬）
- 髮型：淺灰色長髮
- 瞳色：帶青的深灰色
- 服装：旗袍等深色且開衩的黑色系連衣長裙為主。外出時穿上連頭巾的黑色大衣或夾克。
- 杖：白銀色，且附有刃的槍形。而刃的底部在玉狀的装裝飾。而刃逆側的柄亦相當尖鋭。
- 祈禱念珠：以微細手工組合而成的曲線狀銀裝飾。各端十分尖銳。

亞人種為「貓人」的少女。一人身自稱使用男性的「俺」。在小孩時被蓋爾領養，亦因仰慕師傅蓋爾而成為魔法使。醉心於蓋爾，並且衷心地繼承其心臟與他的遺志。為現實主義者且性急。其感情表現不豐富，因而屢次令莉卡諾誤解雷震是否討厭自己。
她的吻對身體受傷的地方具有治療能力（刀傷及火傷等）。另外，她的吻亦好像能替人恢復體力。而其戰鬥能力非常之高，並擁有過人的體力且與伊蓮交鋒時以其體術達至勢均力敵。在自報姓名時名義上為莉卡諾的弟子，但實質上是保護她的護衛。
不擅長家務，而蓋爾曾說她「（家務上）甚麼都不做」。

### 蓋爾身邊
艾莉絲（エリス）
- 職業：女僕
- 髮型：灰色帶白銀的短髮
- 瞳色：青紫
- 服装：長身女僕服
- 祈禱念珠：講究的曲線形設計。嚴格來說是項鍊而不是祈禱念珠。

與雷震同樣為「貓人」的女性，並在以前作為女僕服侍蓋爾。在蓋爾離世後仍守護家園，亦繼續服侍作為繼承者的莉卡諾。溫馴且能幹，言行舉止亦相當優雅。貫徹始終地作為一位女僕，且絶對不背叛主人，而在主人面前絕不坐在椅子上。同時，對本來不是自己主人的雷震同樣以「樣」稱呼。
對作為寵物的烏鴉亦抱著愛情來服侍。而在她的性格看來這並不是飼養，而是為了本來由蓋爾所擁有的所有事物。
討厭被人用「敬稱（即加上）」稱呼。
文森·蓋爾（ヴィンセント・ゲイル）
- 職業：魔法使・元神父（異端調查課・第16分室所屬）

故人。作為提供心臟給莉卡諾的捐贈者，並指定莉卡諾為自己的繼承人。而其理由到現時為止仍然不明。遺言為「只讓出心臟」，但在莉卡諾的移植手術後其遺體行縱不明，而身體的其他部分亦被移植到不少人物上。其面貌沒有於作品登場。

### 教會關係者
瑪嘉蕾特·愛密斯（マーガレット・エイミス）
- 職業：異端調査課・第16分室室長
- 髪型：茶色長髮並編成三節辮，並且用絲帶固定成環狀
- 瞳色：棕色
- 服裝：工作時為黑色系的簡單禮服。而便服為襯衫配無袖連衣裙。佩戴眼鏡。
- 祈禱念珠：Y字鏈子的簡單設計

為擔當莉卡諾及雷震上司的女性。具有開朗的性格，但其工作相當繁忙，有時因夾在暴走的雷震與上級之間而相當操勞。另一方面為雷震好的理解者，就算超越自己的職務亦毫不吝惜地援助。至今為止，是雷震唯一向其使用敬語的人物。
史黛菈（ステラ）
- 職業：監查官
- 髪型：直長髮（顏色不明）
- 服裝：修女服
- 祈禱念珠：曲線的設計

瑪嘉蕾特的上司。經常探訪分室，並經常叮囑瑪嘉蕾特不要被雷震的暴走控制。
見習修女3人組
與莉卡諾和雷震所屬同一間教會的見習修女們。經常3人同時登場。對突然繼任蓋爾的莉卡諾覺得十分躊躇且對待十分很冷淡，而在番外編中曾借出修女服予莉卡諾，（出於好奇心）並在後面跟蹤莉卡諾，但與她並不是有任何險惡的關係。私底下畏懼著雷震。

### 反派人物
伊蓮·莉德爾（エレイン・リデル）
- 職業：魔法使
- 年齡：16歳
- 髪型：深棕色的長髮帶點捲。在頭頂部份戴上很大的紅色絲帶。
- 瞳色：棕色
- 服裝：白色的鬆袖襯衫，下身為有褶邊的紅色裙子。入院時為質樸的病人服。佩帶眼鏡。
- 杖：先端設計為很小的十字架，而柄身纏上了花紋般的細小金屬。其十字架尖端能作突刺攻擊。
- 祈禱念珠：直線性的質樸設計

與剛出院的莉卡諾接觸，並打算刺探蓋爾相關情報的少女。在3年前由於飛機事故而失去雙親與右臂，因而在聖瑪莉安奴醫院第7大樓入院（雖與莉卡諾住在同一大樓，但重沒有見過面）。其後在原因不明的情況下被移植了蓋爾的右腕，並在其後出院。而在最初接觸莉卡諾時，使用移植回來的右手起動了蓋爾的杖。
在雷震得知該手臂原為蓋爾時相當震怒，並在第二次戰鬥時將其被斬下，而在近乎喪命的情況下再次入院且住在第5大樓。在恢复後受命狙殺莉卡諾，但在第三次戰鬥中亦再度被雷震擊敗。被莉卡諾等教懂了「蓋爾的魔法妖精」的意味後，表達出脱離魔法妖精們血債血償之鬥爭的宣言。
擁有可愛的臉蛋，有時亦扮演的很像女孩子，但其言行粗暴且殘忍。她的杖被雷震折斷後被梅蓓爾秘密地回收，在再入院時一時返回本人的手中（其後，一般認為可能被教會沒收）。在與莉卡諾接觸時沒有拿自己的杖之事，被認為她出生時並不是魔法使。再者，其所屬的團體、是受誰人指示行動詳細仍然不明。
梅蓓爾·嘉蘭特（メイベル・ガーランド）
- 職業：護士（聖瑪莉安奴醫院・第5大樓所屬）
- 髪型：淺茶色長髮並編成三節辮
- 服装：長身的護士服。便服為PINK HOUSE系且令人聯想到是帶褶邊的長身洋裝連衣長裙。

與路易莎、芙蘿蕾絲共同行動，並作為她們的姐姐。是為與其温和臉孔不相稱的策士。
路易莎（ルイザ）
- 職業：不明
- 髪型：及肩的頭髮並繫結成辮子（顏色不明、一般認為是黑髪）
- 服裝：穿著袖口切割為一段一段的T恤及迷你裙，外出時則包著圍巾。

與瑪貝爾、芙蘿蕾絲共同行動並為「貓人」的少女。有自殘癖，因經常咬手指令手指上幾乎都纏著繃帶。
芙蘿蕾絲（フローレス）
- 職業：不明
- 髪型：短髮（顏色不明）
- 服装：穿著有水手服領的襯衫，而下身為有褶的迷你裙、加白色及膝襪。在頭及大腿上纏著繃帶。

與瑪貝爾、路易莎共同行動的少女。雖然個子很小但戰鬥能力很高，光是用踢就可將成年男性擊倒。跟人偶一樣目無表情，且相當平淡。

## 設定
魔法使（まほうつかい）
杖
魔法妖精（ピクシー）
貓人
於作品世界觀中存在亞人種。看起來跟普通人沒有分別，但耳朵與普通人不相同，為如同貓耳同樣的三角形且被毛覆蓋並在頭頂部近。雖說是貓人，但所有人物並沒有擁有貓尾。
為人們的僕人或作玩賞的奴隷等，而在人間只為從屬對待且社會地位低下。不能單獨進入高級的店舖，而即使除耳朵外與其他人沒有分別但無論在甚麼時候仍被以「匹」作為他們的量詞。同時，擁有貓人的為幾個知名的有錢人。
異端調查課（いたんちょうさか）
作為教會之中的一部分，進行所謂「魔女狩獵」的行動部署。
聖瑪莉安奴醫院（聖マリアンヌ病院、せんと - びょういん）
擁有幾棟建築物的大醫院。

## 出版書籍
| 卷數 | 角川書店       | 角川書店           | 台灣角川      | 台灣角川               |
| 卷數 | 發售日期       | ISBN               | 發售日期      | ISBN                   |
| ---- | -------------- | ------------------ | ------------- | ---------------------- |
| 1    | 2006年12月1日  | ISBN 4-04-712471-0 | 2007年7月27日 | ISBN 978-986-174-410-0 |
| 2    | 2006年12月28日 | ISBN 4-04-712475-3 | 2007年9月19日 | ISBN 978-986-174-426-9 |

## 逸話
- 各話的副標題為登場人物的英文名稱。
- 收錄於單行本中的第1話的大多為重新繪畫，與連載時亦有相當程度的改變。包含了這個，在第1卷中收錄的部分近一半達60頁以上亦為重新繪畫。
- 第1卷與第2卷在不到1個月的短時間內連續出刊，而其出版記念為於月刊Dragon Age2007年1月號中被安排了封面掲載及卷頭彩色特集。另外第1・2卷購入對象，為不想看連載時原稿博覽的人士。[1]
- 連載開始以前，作者使用了另一個名義推出標題同為的BL同人誌。而其內容完全沒有關連。
- 與艾莉絲同設計的貓耳少女，早在漫畫連載開始之前已多次在作者的原創插圖裡登場（以單發插圖與同人活動插圖為主，且沒有決定名字公佈）。

## 外部連結
- （日語）